# Tetraleurodes mori
Tetraleurodes mori és un hemípter del gènere Tetraleurodes de la família dels Aleiròdids.
L'espècie va ser descrita científicament per primera vegada per Quaintance el 1899.